# Animal Nitrate
Animal Nitrate är en låt av den brittiska gruppen Suede. Det är gruppens tredje singel från debutalbumet Suede. Singeln släpptes den 22 februari 1993 och nådde som bäst 7:e plats på den brittiska singellistan.
Låten hamnade på plats 14 på NME:s lista över 1990-talets bästa låtar.

## Låtförteckning
Alla sånger är komponerade av Brett Anderson och Bernard Butler.
Vinylsingel, kassettsingel
1. "Animal Nitrate"
2. "The Big Time"

Maxisingel, CD-singel
1. "Animal Nitrate"
2. "Painted People"
3. "The Big Time"